# Josef Adam
Josef Adam (9. prosince 1874 Jilem – 9. dubna 1967 Praha-Krč) byl český a československý politik, poslanec Českého zemského sněmu a meziválečný senátor Národního shromáždění ČSR za Republikánskou stranu zemědělského a malorolnického lidu.

## Biografie
Narodil se v Jilmu a působil v Čachotíně. V domovské vesnici byl dlouholetým starostou.
V zemských volbách roku 1908 byl zvolen na Český zemský sněm za kurii venkovských obcí, obvod Chotěboř, Habry. Uvádí se jako český katolicko národní poslanec. Kandidoval za katolický politický tábor a byl jediným jeho kandidátem v Čechách, který byl zvolen. V roce 1910 byl zvolen do výkonného výboru České strany křesťansko-sociální v království Českém.
Později se angažoval v agrární straně. V parlamentních volbách v roce 1935 získal senátorské křeslo v Národním shromáždění. V senátu setrval do jeho zrušení v roce 1939, přičemž krátce předtím ještě v prosinci 1938 přestoupil do senátního klubu nově vzniklé Strany národní jednoty.
Profesí byl rolníkem v Čachotíně u Chotěboře.